# Sofia Slosiariková
Sofia Slosiariková (* 20. September 2004) ist eine slowakische Badmintonspielerin.

## Karriere
Ihre ersten internationalen Erfahrungen sammelte Sofia Slosiariková bei der Juniorenweltmeisterschaft 2019 in der russischen Stadt Kasan. Dort startete sie im Einzelwettbewerb und musste sich direkt in der ersten Runde klar einer Chinesin geschlagen geben. Nachdem zwischen 2020 und 2022 viele Badmintonwettbewerbe aufgrund der COVID-19-Pandemie ausfielen, nahm sie an der slowakische Meisterschaft 2022 teil und erreichte dort zusammen mit Richard Šmatlák im Mixed das Finale, welches sie aber verloren. In der Folge nahm sie zum zweiten Mal an einer Juniorenweltmeisterschaft. Bei der Juniorenweltmeisterschaft 2022 im spanischen Santander startete sie im Einzel, im Doppel und in der Mannschaft. In allen drei Disziplinen schied sie direkt in der Startrunde aus. Am Ende des Jahres 2023 nahm sie an der slowakische Meisterschaft und konnte in Kežmarok im Einzel das Finale erreichen. Nachdem Sofia Slosiariková bereits den ersten Satz gewonnen hatte und im zweiten Satz mit 19:14 führte, musste ihre Gegnerin Katarína Vargová aufgrund einer Verletzung das Match aufgeben, sodass sich Sofia Slosiariková ihren ersten slowakischen Meistertitel im Erwachsenenbereich sicherte.